# 西棕胸佛法僧
西棕胸佛法僧（学名：Coracias benghalensis）为佛法僧科佛法僧属的鸟类，分布在南亚热带地区。它并非候鸟，但是会短途迁移。该物种的模式产地在印度。其种加词“benghalensis”意为“孟加拉国的”。
身长30-24厘米，较短壮。

## 亚种
- 棕胸佛法僧西南亚种（学名：Coracias benghalensis affinis）。在中国大陆，分布于西藏、云南、四川等地。该物种的模式产地在印度。[3]